# Curiosimusca orientalis
Curiosimusca orientalis är en tvåvingeart som beskrevs av Rung, Mathis och Papp 2005. Curiosimusca orientalis ingår i släktet Curiosimusca och familjen Aulacigastridae.
Artens utbredningsområde är Thailand. Inga underarter finns listade i Catalogue of Life.